# Silver Lake (Oregon)
Silver Lake – jednostka osadnicza w Stanach Zjednoczonych, w stanie Oregon, w hrabstwie Lake.